# Aphelandra squarrosa
 Aphelandra squarrosa (Comúnmente conocida con el ambiguo nombre de «planta cebra») es una planta de la familia Acanthaceae, que es nativa de Brasil. Esta es una planta comúnmente usada como planta de interior. Esta planta es citada en la Flora Brasileña por Carl Friedrich Philipp von Martius.

## Cuidados de Planta
Esta planta requiere mucha luz, pero no de forma directa,  No florecen a menudo, pero puede ser animada a florecer por la exposición prolongada a la luz todos los días. Los excesos o déficit de agua hará que las hojas inferiores se tornen marrón y se caigan. Requiere de riegos frecuentes de menor volumen, a fin de mantener la humedad del sustrato.
La planta florece cuando la temperatura está en un intervalo de 18 hasta 21 °C (65-70 °F); y van a sufrir si la temperatura cae por debajo de 15 °C (60 °F) durante un período prolongado.
Alcanza una altura promedio de 60 centímetros cuando llega a su nivel adulto.
Se propagan a través de esquejes, que pueden obtenerse tomando un par de pulgadas de tallo cortado de la extremidad y usando hormonas de enraizamiento para ayudarles a que crezcan raíces. La temperatura ideal es de unos 21 °C y una humedad bastante alta, mejora la posibilidad de propagar con éxito los esquejes. La aplicación de calor a la parte inferior (usando una estera de temperatura) puede acelerar el proceso de crecimiento.
- Datos: Q3231986
- Multimedia: Aphelandra squarrosa / Q3231986
- Especies: Aphelandra squarrosa